# Antonello Venditti
Antonello Venditti (Roma, 8 de março de 1949) é um cantor italiano.

## Discografia

### Canções escritas para outros cantores
- 1973: Biciclette, fiori e nuvole per Pier Maria Bologna (texto de Francesco De Gregori e Pier Maria Bologna; música de Antonello Venditti);
- 1973: Ma quale amore para Mia Martini (texto de Franca Evangelisti; música de Antonello Venditti); álbum Il giorno dopo)
- 1983: Eva dagli occhi di gatto para Milva (texto e música de Antonello Venditti); álbum Identikit)
- 1991: Strade di Roma para Michele Zarrillo (texto de Antonello Venditti; música de Michele Zarrillo; álbum Adesso).

### Cover
- Roma capoccia, cantada da Schola Cantorum (grupo musical) (álbum Coromagia, 1975)
- Roma capoccia, cantata do Claudio Villa (álbum Svejacore, 1975)
- Le tue mani su di me, cantata da Patty Pravo (álbum Incontro (álbum), 1975)
- Campo de' fiori, cantata da Schola Cantorum (grupo musical) (álbum Coromagia vol. 2, 1976)
- Ora che sono pioggia, cantata da Patty Pravo (álbum Inediti 1972-78, 1991)
- Ci vorrebbe un amico, interpretada da Fiorello (álbum Nuovamente Falso, 1992)
- Ricordati di me, interpretata in chiave bachata da Al Sonora (álbum "Se stiamo insieme, 2004)